# Darvis Argueta
Darvis Bladimir Argueta Zambrano (El Progreso, Yoro, Honduras, 15 de mayo de 1996) es un futbolista hondureño. Juega como delantero y su equipo actual es el Marathón de la Liga Nacional de Honduras.

## Clubes
| Club     | País     | Año             |
| -------- | -------- | --------------- |
| Marathón | Honduras | 2015 - Presente |

## Estadísticas
| Club                | Temporada           | Liga  | Liga  | Copa Nacional | Copa Nacional | Copa Internacional | Copa Internacional | Total | Total |
| Club                | Temporada           | Part. | Goles | Part.         | Goles         | Part.              | Goles              | Part. | Goles |
| ------------------- | ------------------- | ----- | ----- | ------------- | ------------- | ------------------ | ------------------ | ----- | ----- |
| Marathón Honduras   | 2015/16             | 15    | 2     | -             | -             | -                  | -                  | 15    | 2     |
| Marathón Honduras   | 2016/17             | 9     | 2     | -             | -             | -                  | -                  | 9     | 2     |
| Marathón Honduras   | 2017/18             | 9     | 0     | -             | -             | -                  | -                  | 9     | 0     |
| Marathón Honduras   | 2018/19             | 4     | 0     | -             | -             | -                  | -                  | 4     | 0     |
| Marathón Honduras   | Total               | 37    | 4     | 0             | 0             | 0                  | 0                  | 37    | 4     |
| Total en su carrera | Total en su carrera | 37    | 4     | 0             | 0             | 0                  | 0                  | 37    | 4     |

## Palmarés

### Campeonatos nacionales
| Título           | Club     | País     | Año  |
| ---------------- | -------- | -------- | ---- |
| Copa de Honduras | Marathón | Honduras | 2017 |
| Torneo Clausura  | Marathón | Honduras | 2018 |